# Glenn

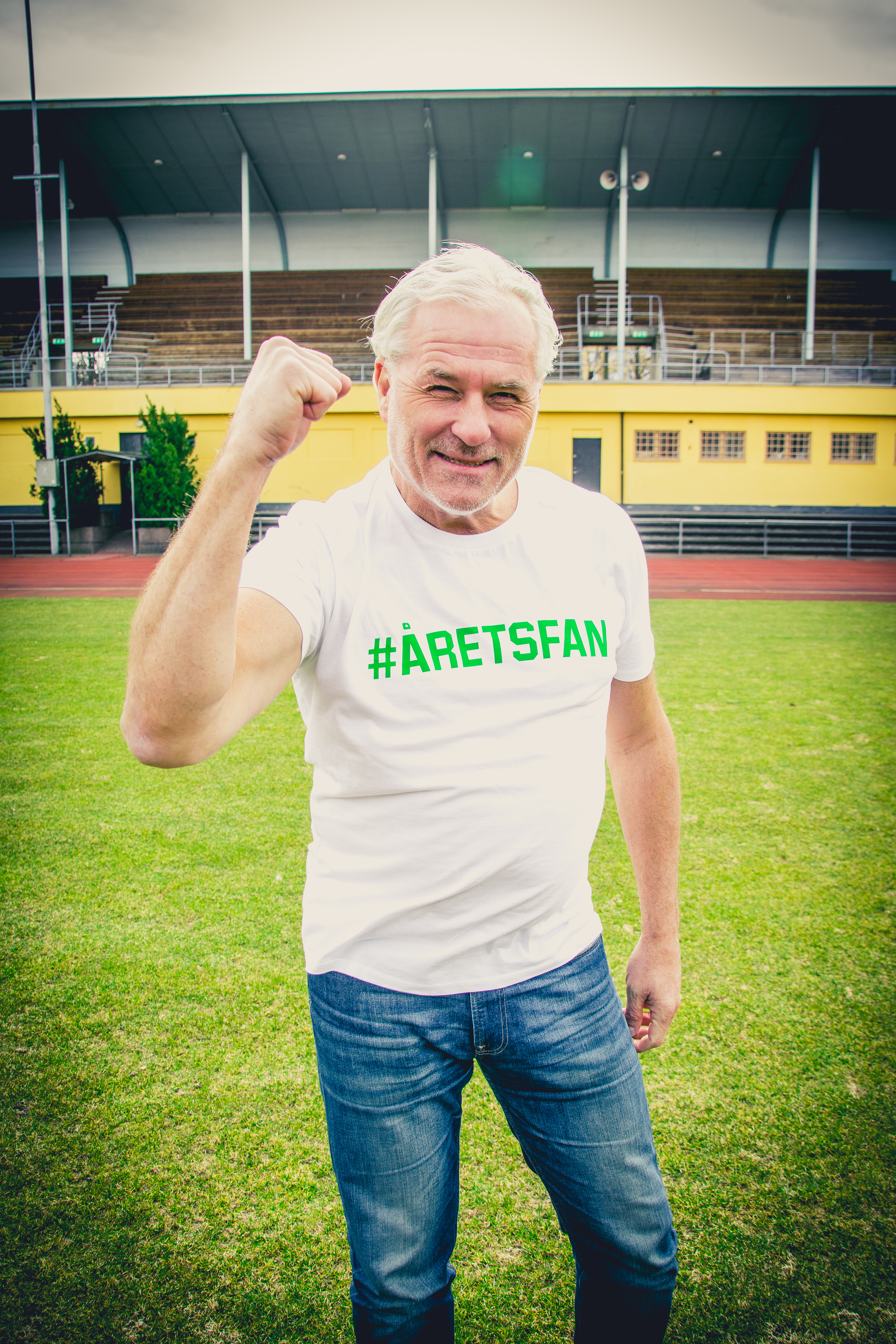
Fotbollsspelaren Glenn Hysén.

Glenn är ett namn som används både som förnamn och som efternamn. Det har keltiskt ursprung, troligtvis med betydelsen 'man från dalen'. Det gaeliska ordet gleann betyder "dal". Glenn är namnet på en skotsk klan och därmed ett traditionellt skotskt efternamn. Användningen som förnamn för män dominerar dock, både internationellt och i Sverige.
Enligt uppgifter tillgängliga i maj 2016 hade 16 personer bosatta i Sverige Glenn som efternamn. Det var vid samma tid 5388 män och 7 kvinnor i Sverige med förnamnet Glenn. Av dessa hade 3098 män men inga kvinnor Glenn som tilltalsnamn (första förnamn).
Namnsdag i Sverige: 22 april, (1986–1992: 24 september, 1993–2000: 4 september). I den finlandssvenska namnsdagslängden har Glenn namnsdag 7 november sedan 1995.

## Glenn i Göteborg
I fotbollslaget IFK Göteborg 1982 fanns inte mindre än fyra Glenn: Glenn Hysén, Glenn Strömberg, Glenn Schiller och Glenn Holm. I Örgryte IS fanns också Glenn Martindahl som bland annat blev svensk mästare med ÖIS 1985. Detta inspirerade Hammarbyklacken att skapa ramsan "Alla heter Glenn i Göteborg". Många av Göteborgsfansen har själva vid tillfällen vecklat ut banderoller med samma budskap.

## Personer med efternamnet Glenn
- Brianna Glenn (född 1980), amerikansk längdhoppare
- Freddie Glenn (född 1957), amerikansk våldtäktsman och massmördare
- John Glenn (1921–2016), amerikansk astronaut och politiker, demokrat, senator för Ohio
- Otis F. Glenn (1879–1959), amerikansk politiker, republikan, senator för Illinois
- Robert Broadnax Glenn (1854–1920), amerikansk politiker, demokrat, guvernör i North Carolina
- Ryan Glenn (född 1980), kanadensisk ishockeyspelare
- Scott Glenn (född 1941), amerikansk skådespelare

## Personer med förnamnet Glenn (urval)
- Glenn Ashby Davis (1934–2009), amerikansk friidrottare, häcklöpare
- Glenn Borgkvist (född 1962), svensk programledare, sångare
- Glenn Close (född 1947), amerikansk skådespelerska
- Glenn Danzig (född 1955), amerikansk musiker
- Glenn Ford (1916–2006), amerikansk skådespelare
- Glenn Frey (1948–2016), amerikansk sångare
- Glenn Gould (1932–1982), kanadensisk klassisk pianist
- Glenn Grothman (född 1955), amerikansk politiker
- Glen Hansard (född 1970), irländsk singer/songwriter
- Glenn Hardin (1910–1975), amerikansk friidrottare
- Glen D. Hardin (född 1939), amerikansk musiker
- Glenn Holm (född 1955), svensk fotbollsspelare
- Glenn Howerton (född 1976), amerikansk skådespelare, producent och manusförfattare
- Glenn Hughes (född 1951), engelsk rockmusiker
- Glenn Hysén (född 1959), svensk fotbollsspelare
- Glenn Johansson (1956–2014), svensk ishockeyspelare
- Glen Johnson (född 1984) engelsk fotbollsspelare
- Glenn Magnusson (född 1969), svensk proffscyklist
- Glenn Martindahl (född 1957), svensk fotbollsspelare
- Glenn Miller (1904–1944), amerikansk jazzmusiker, orkesterledare
- Glenn Morris, (1912–1974), amerikansk friidrottare
- Glenn Schiller (född 1960), svensk fotbollsspelare
- Glenn T. Seaborg (1912–1999), amerikansk kemist och kärnfysiker, nobelpristagare
- Glenn Strömberg (född 1960), svensk fotbollsspelare, expertkommentator på TV
- Glenn Sundberg (född 1946), svensk dragspelare
- Glenn Tipton (född 1947), brittisk metalgitarrist
- Glenn Östh (född 1956), svensk idrottsledare (bordtennis)

### Fiktiva figurer med namnet Glenn
- Glenn Killing, rollfigur i Killinggänget, spelad av Henrik Schyffert sedan 1992
- Glenn Quagmire, figur i den amerikanska tecknade TV-serien Family Guy